# Vobbia
Vobbia (en ligur Vobbia) és un comune italià, situat a la regió de la Ligúria i a la ciutat metropolitana de Gènova. El 2011 tenia 458 habitants.

## Geografia
Situat a la vall homònima, una vall secundària de la vall del Scrivia, al nord-est de Gènova, compta amb una superfície és de 33,43 km² i les frazioni d'Alpe, Arezzo Ligure, Noceto, Salata i Vallenzona. Limita amb les comunes de Busalla, Carrega Ligure, Crocefieschi, Isola del Cantone, Mongiardino Ligure i Valbrevenna.

## Agermanaments
- Bolton[3]